# Robert Greig
Pour les articles homonymes, voir Greig.
Robert Greig est un acteur australien, né le 27 décembre 1879 à Melbourne (Victoria), mort le 27 juin 1958 à Los Angeles (Californie).

## Biographie
Installé aux États-Unis, Robert Greig joue notamment au théâtre à Broadway (New York). Il y débute en avril 1928, dans l'opérette Comtesse Maritza (musique d'Emmerich Kálmán). Puis, d'octobre 1928 à avril 1929, il personnifie le majordome Hives dans la comédie musicale Animal Crackers (en) (musique et lyrics de Bert Kalmar et Harry Ruby), aux côtés des Marx Brothers et de Margaret Dumont. Il participe ensuite à deux pièces, dont Cette nuit ou jamais, de novembre 1930 à juin 1931, avec Melvyn Douglas. Enfin, en 1938, il tient son cinquième et dernier rôle à Broadway dans une seconde comédie musicale, Great Lady (musique de Frederick Loewe), avec Jerome Robbins.
Au cinéma, il débute dans deux films sortis en 1930, dont l'adaptation — sous le même titre original — de la comédie musicale Animal Crackers (titre français : L'Explorateur en folie), les Marx Brothers, Margaret Dumont et lui y reprenant leurs rôles respectifs. L'année suivante (1931), son cinquième film est l'adaptation de la pièce Cette nuit ou jamais (même titre, réalisation de Mervyn LeRoy), où Melvyn Douglas et lui reprennent leurs rôles, aux côtés de Gloria Swanson.
Second rôle de caractère (parfois non crédité) au long d'une centaine de films américains, Robert Greig interprète souvent des domestiques jusqu'en fin de carrière (ainsi, dans Haute Pègre d'Ernst Lubitsch en 1932, il est le majordome de Kay Francis). Son dernier film est La Vengeance des Borgia de Mitchell Leisen (avec Paulette Goddard et John Lund), sorti en 1949.
Parmi ses autres films notables, mentionnons Casbah de John Cromwell (1938, avec Charles Boyer et Hedy Lamarr, où il reprend le rôle initialement tenu par Charles Granval dans Pépé le Moko, dont Casbah est le remake), Sur la piste des Mohawks de John Ford (1939, avec Claudette Colbert et Henry Fonda), Les Voyages de Sullivan de Preston Sturges (1941, avec Joel McCrea et Veronica Lake), ou encore Le Portrait de Dorian Gray d'Albert Lewin (1945, avec George Sanders et Hurd Hatfield).

## Théâtre (à Broadway)
- 1928 : Comtesse Maritza (Gräfin Mariza / Countess Maritza), opérette, musique d'Emmerich Kálmán, livret de Julius Brammer et Alfred Grünwald
- 1928-1929 : Animal Crackers, comédie musicale, musique et lyrics de Bert Kalmar et Harry Ruby, livret de George S. Kaufman et Morrie Ryskind, avec les Marx Brothers, Margaret Dumont
- 1929-1930 : Berkeley Square, pièce de John L. Balderston, production et mise en scène de Gilbert Miller et Leslie Howard, d'après le roman inachevé Le Sens du passé (The Sense of the Past) d'Henry James, avec Lucy Beaumont, Margalo Gillmore, Leslie Howard
- 1930-1931 : Cette nuit ou jamais (Tonight or Never), pièce de Lili Hatvany et Ernest Vajda, production et mise en scène de David Belasco, avec Melvyn Douglas, Ferdinand Gottschalk, Edmund Lowe
- 1938 : Great Lady, comédie musicale, musique de Frederick Loewe, lyrics et livret d'Earle Crooker et Lowell Brentano, mise en scène de Bretaigne Windust, avec Tullio Carminati, Jerome Robbins

## Filmographie partielle
- 1930 : L'Explorateur en folie (Animal Crackers) de Victor Heerman
- 1931 : No Limit, de Frank Tuttle
- 1931 : Cette nuit ou jamais (Tonight or Never) de Mervyn LeRoy
- 1932 : Haute Pègre (Trouble in Paradise) d'Ernst Lubitsch
- 1932 : Les Conquérants (The Conquerors) de William A. Wellman
- 1932 : Plumes de cheval (Horse Feathers) de Norman Z. McLeod
- 1932 : Man Wanted de William Dieterle
- 1932 : Aimez-moi ce soir (Love Me Tonight) de Rouben Mamoulian
- 1933 : It's Great to Be Alive d'Alfred L. Werker
- 1933 : Rose de minuit (Midnight Mary) de William A. Wellman
- 1933 : They just had to get married d'Edward Ludwig
- 1933 : Moi et le Baron (Meet the Baron) de Walter Lang
- 1933 : Dangerously Yours de Frank Tuttle
- 1933 : Female de Michael Curtiz
- 1933 : Peg o' My Heart de Robert Z. Leonard
- 1934 : Stingaree de William A. Wellman
- 1934 : Cockeyed Cavaliers de Mark Sandrich
- 1934 : Easy to Love de William Keighley
- 1934 : One More River de James Whale
- 1934 : Madame du Barry (titre original) de William Dieterle
- 1934 : L'Homme de quarante ans (Upperworld) de Roy Del Ruth
- 1935 : Monseigneur le détective (The Bishop Misbehaves) d'Ewald André Dupont
- 1935 : Le Conquérant des Indes (Clive of India) de Richard Boleslawski
- 1935 : Le Gai Mensonge (The Gay Deception) de William Wyler
- 1935 : Les Misérables (titre original) de Richard Boleslawski
- 1936 : Ching-Ching (Stowaway) de William A. Seiter
- 1936 : Rose-Marie (Rose Marie) de W. S. Van Dyke
- 1936 : La Petite Provinciale (Small Town Girl) de William A. Wellman
- 1936 : L'Heure mystérieuse (The Unguarded Hour) de Sam Wood
- 1935 : L'Évadée (Woman Wanted) de George B. Seitz
- 1936 : Théodora devient folle (Theodora goes Wild) de Richard Boleslawski
- 1936 : Le Grand Ziegfeld (The Great Ziegfeld) de Robert Z. Leonard
- 1936 : À vos ordres, Madame (Trouble for Two), de J. Walter Ruben
- 1936 : Les Poupées du diable (The Devil-Doll) de Tod Browning
- 1936 : Le Pacte (Lloyd's of London) de Henry King
- 1937 : La Vie facile (Easy Living) de Mitchell Leisen
- 1937 : My Dear Miss Aldrich de George B. Seitz
- 1937 : Lady Behave ! de Lloyd Corrigan
- 1938 : Les Aventures de Marco Polo (The Adventures of Marco Polo) d'Archie Mayo
- 1938 : Casbah (Algiers) de John Cromwell
- 1938 : Midnight Intruder d'Arthur Lubin
- 1938 : Vous ne l'emporterez pas avec vous (You can't take it with you) de Frank Capra
- 1939 : La Chanson du Sud (Way Down South) de Leslie Goodwins et Bernard Vorhaus
- 1939 : La Tour de Londres (Tower of London) de Rowland V. Lee
- 1939 : Sur la piste des Mohawks (Drums Along the Mohawk) de John Ford
- 1940 : Finie la comédie (No Time for Comedy) de William Keighley
- 1941 : Les Trappeurs de l'Hudson (Hudson's Bay) d'Irving Pichel
- 1941 : Les Voyages de Sullivan (Sullivan's Travels) de Preston Sturges
- 1941 : Soirs de Miami (Moon Over Miami) de Walter Lang
- 1941 : My Life with Caroline de Lewis Milestone
- 1941 : Un cœur pris au piège (The Lady Eve) de Preston Sturges

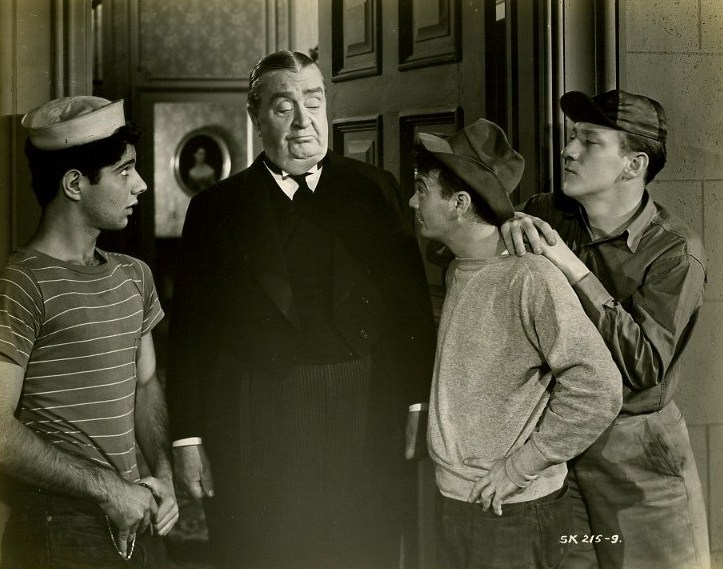
De g. à d. : Gabriel Dell, Robert Greig, Leo Gorcey et Huntz Hall, dans Million Dollar Kid (1944)

- 1942 : Le Chevalier de la vengeance (Son of Fury : The Story of Benjamin Blake) de John Cromwell
- 1942 : Ma femme est une sorcière (I married a Witch'') de René Clair
- 1942 : The Moon and Sixpence d'Albert Lewin
- 1942 : Madame et ses flirts (The Palm Beach Story) de Preston Sturges
- 1942 : Six Destins (Tales of Manhattan) de Julien Duvivier
- 1942 : Ma femme est un ange (I Married an Angel) de W. S. Van Dyke
- 1942 : Les Mille et Une Nuits (Arabian Nights) de John Rawlins
- 1942 : Girl Trouble de Harold D. Schuster
- 1943 : Three Hearts for Julia de Richard Thorpe
- 1944 : The Great Moment de Preston Sturges
- 1944 : L'Aveu (Summer Storm) de Douglas Sirk
- 1944 : Madame Parkington (Mrs. Parkington) de Tay Garnett
- 1944 : Million Dollar Kid de Wallace Fox
- 1945 : La Grande Dame et le Mauvais Garçon (Nob Hill) d'Henry Hathaway
- 1945 : Love, Honor and Goodbye (en) d'Albert S. Rogell
- 1945 : Le Portrait de Dorian Gray (The Picture of Dorian Gray) d'Albert Lewin
- 1945 : Earl Carroll Vanities de Joseph Santley
- 1945 : The Cheaters de Joseph Kane
- 1947 : Oh quel mercredi ! (The Sin of Harold Diddlebock) de Preston Sturges
- 1947 : Ambre (Forever Amber) d'Otto Preminger
- 1948 : Infidèlement vôtre (Unfaithfully Yours) de Preston Sturges
- 1949 : La Vengeance des Borgia (Bride of Vengeance) de Mitchell Leisen